# کلارا هورتون
کلارا هورتون (انگلیسی: Clara Horton؛ ۲۹ ژوئیهٔ ۱۹۰۴ – ۴ دسامبر ۱۹۷۶) یک هنرپیشه اهل ایالات متحده آمریکا بود.